# Olivier Heck
Olivier Heck, född 29 juni 1966, är en fransk bågskytt. Han deltog vid olympiska sommarspelen 1988.